# 圖巴爾鎮區 (阿肯色州尤寧縣)
圖巴爾鎮區（英語：Tubal Township）是位於美國阿肯色州尤寧縣的一個行政鎮區。

## 地方資料
圖巴爾鎮區的面積為95.96平方千米，當中陸地面積為95.90平方千米，而水域面積為0.06平方千米。根據2010年美國人口普查的數據，當地共有人口282人，而人口密度為每平方千米2.94人。